# عبد العزيز المتعاني
عبد العزيز حماد المتعاني هو لاعب كرة قدم سعودي.

## مسيرة اللاعب
لعب في الفئات السنية في نادي الوحدة ونادي الليث ونادي وج.